# Монреаль (Наварра)
Монреаль (ісп. Monreal) — муніципалітет в Іспанії, у складі автономної спільноти Наварра. Населення — 468 осіб (2009).
Муніципалітет розташований на відстані близько 310 км на північний схід від Мадрида, 16 км на південний схід від Памплони.

## Демографія
Динаміка населення (INE ):

## Галерея зображень

Розташування муніципалітету